# Omsktransmaš
Omsktransmaš (in russo Омский завод транспортного машиностроения?, Omskij zavod transportnogo mašinostroenija, abbreviato in Омсктрансмаш, lett. "Fabbrica di macchine da trasporto di Omsk") è una grande azienda industriale per le produzioni meccaniche, principalmente macchinari pesanti, materiale ferroviario e armamenti, situata a Omsk, in Russia.
Fondata alla fine del XIX secolo come officina di materiale ferroviario, venne fortemente potenziata durante la seconda guerra mondiale con il trasferimento di parte delle grandi fabbriche di Leningrado e Vorošilovgrad evacuate dalla aree minacciate dalla guerra. La Omsktransmaš, denominata all'epoca genericamente Fabbrica N° 174, passò alla produzione in massa di carri armati per l'Armata Rossa, dando un importante contributo alla vittoria. Nel periodo della guerra fredda la fabbrica continuò la produzione di carri armati e rappresentò uno dei più importanti stabilimenti del complesso militare-industriale dell'Unione Sovietica.
Dopo aver superato la lunga crisi successiva alla dissoluzione dell'Unione Sovietica, la Omsktransmaš ha ripreso l'attività produttiva per l'industria bellica dopo l'inizio della guerra russo-ucraina, con programmi di modernizzazione dei vecchi carri armati e riattivando nel 2023 la produzione di carri armati nuovi per l'esercito russo.

## Storia
Lo stabilimento originario di meccanica pesante di Omsk venne attivato fin dal 1896 in epoca zarista, per produrre soprattutto materiale ferroviario da impiegare nei giganteschi lavori in corso per la ferrovia transiberiana; le officine inoltre erano anche attive nelle opere di riparazione e manutenzione del materiale rotabile. Nell'Unione Sovietica l'impianto di Omsk rimase attivo soprattutto nella produzione e riparazione di locomotive.
Il grande sviluppo dell'industria pesante a Omsk ebbe però inizio durante gli anni della seconda guerra mondiale, quando la dirigenza sovietica dovette procedere con la massima urgenza a trasferire le principali fabbriche di armamenti verso est, negli Urali e in Siberia, per impedire che cadessero in mano dell'esercito tedesco che nei primi mesi dell'operazione Barbarossa avanzava a grande velocità e sembrava quasi inarrestabile. Di conseguenza nella primavera 1942 venne completato il trasferimento a Omsk degli stabilimenti per la produzione di carri armati di Leningrado, n. 185 e n. 174. A Omsk i due impianti vennero accorpati e venne attivata la nuova fabbrica n. 174 che diede immediatamente inizio alla produzione in massa a ritmo accelerato del carro armato medio T-34, il più importante ed efficiente dell'Armata Rossa. Durante la seconda guerra mondiale la fabbrica n. 174 di Omsk produsse in totale circa 6.900 carri armati, dei modelli T-34 e T-34/85, dando un importante contributo all'armamento ed equipaggiamento dell'esercito sovietico.

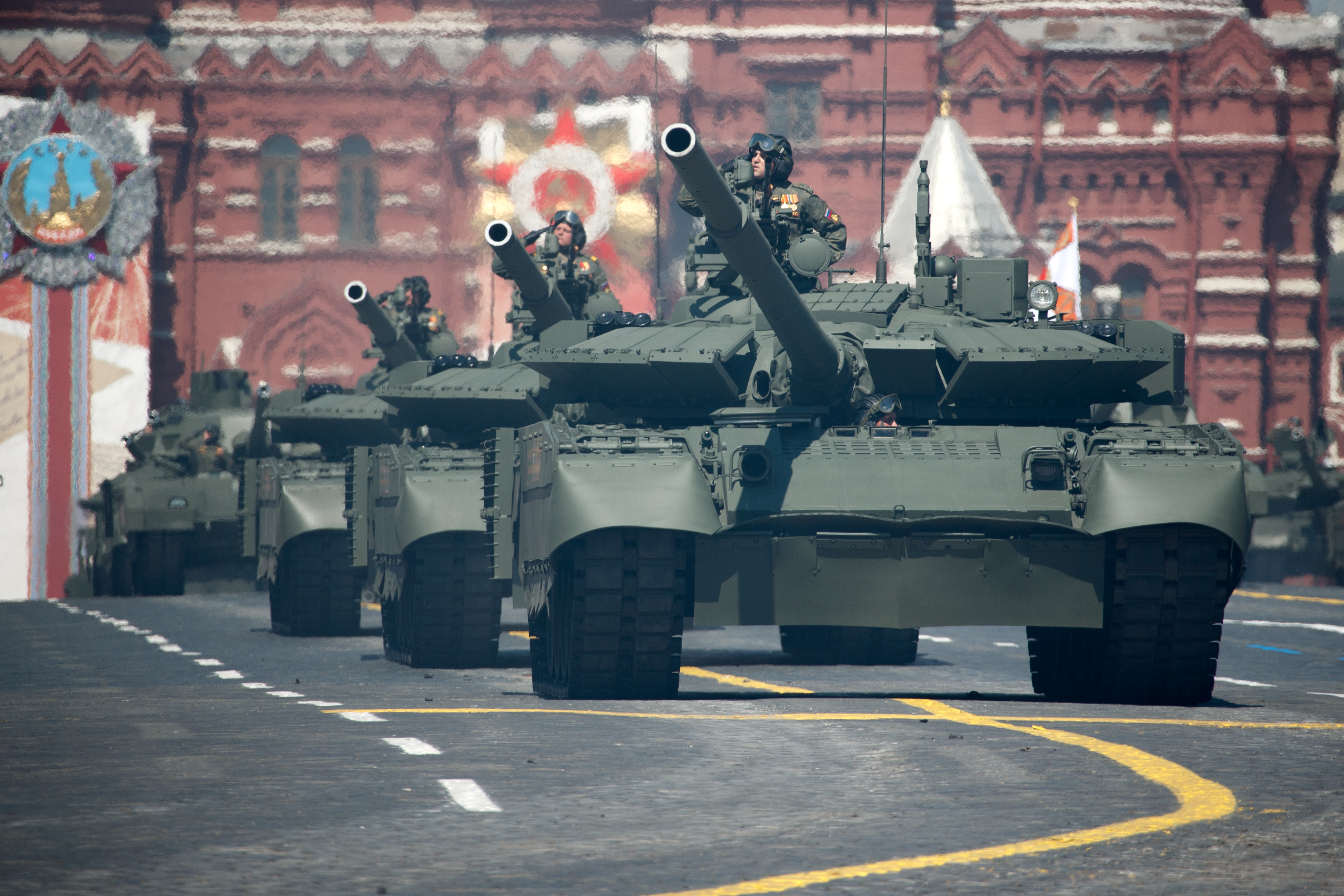
Carri armati russi T-80BVM, la cui produzione sembra sia stata riattivata alla Omsktransmaš.

Dopo la vittoria nella seconda guerra mondiale, la fabbrica di Omsk rimase in attività per tutto il periodo della Guerra fredda all'interno del complesso militare-industriale dell'Unione Sovietica, svolgendo un ruolo importante nella produzione e modernizzazione di armamenti per le forze sovietiche impegnate in una continua competizione con gli eserciti avversari della NATO. A Omsk quindi vennero prodotti i nuovi mezzi meccanizzati speciali e soprattutto parti dei nuovi carri armati T-54, T-64 e T-72; inoltre negli anni settanta a Omsk venne centralizzata la produzione del nuovo carro armato principale dell'esercito sovietico, il T-80.
Con la dissoluzione dell'Unione Sovietica e la fine della Guerra fredda, la fabbrica di Omsk ha visto ridotte fortemente le sue commesse dalle nuove e indebolite forze armate della Federazione russa, e ha subito continue variazioni amministrative, essendo stata in un primo tempo privatizzata e infine inserita nel grande conglomerato dell'industria dei mezzi corazzati dell'Uralvagonzavod. L'impianto, che nel 2000 ha assunto l'attuale denominazione di Omsktransmaš, ha cercato di diversificare la sua produzione, promuovendo prodotti meccanici per uso civile oltre a cercare di espandere i suoi mercati esteri di vendita di armamenti. Essendo stata arrestata alla fine degli anni novanta la produzione del carro armato T-80, lo stabilimento si è limitato per anni a produrre principalmente materiali per l'ammodernamento dei mezzi corazzati già esistenti e ancora in servizio.
L'inizio della guerra russo-ucraina, ha cambiato radicalmente la situazione; da una parte la Omsktransmaš, essendo parte dell'industria degli armamenti della Russia, è stata quasi immediatamente sottoposta a sanzioni da parte degli Stati Uniti e delle potenze occidentali che hanno supportato l'Ucraina, dall'altra le crescenti necessità dell'esercito russo, impegnato in una guerra logorante e prolungata contro un avversario combattivo e bene armato, hanno portato ad una rapida ripresa delle attività produttive. La fabbrica di Omsk ha assunto un ruolo di grande importanza, iniziando un vasto programma di modernizzazione dei carri armati ancora presenti in riserva nell'arsenale russo; sembra inoltre che all'inizio del 2024 sia ripresa anche la produzione vera e propria di nuovi T-80 nella versione più aggiornata.

## Onorificenze
Sovietiche